# Soulier d'or belge 1990
Le Soulier d'or 1990 est un trophée individuel, récompensant le meilleur joueur du championnat de Belgique sur l'ensemble de l'année 1990. Ceci comprend donc à deux demi-saisons, la fin de la saison 1989-1990, de janvier à juin, et le début de la saison 1990-1991, de juillet à décembre.

## Lauréat
Il s'agit de la trente-septième édition du trophée, remporté par le milieu défensif du FC Bruges Franky Van der Elst. Après une décennie 1980 sans remporter de titre en championnat, le club brugeois revient sur le devant de la scène à l'approche des années 1990. D'abord dans l'ombre des résultats du FC Malines, le titre décroché en 1990 permet au club d'espérer voir un de ses joueurs obtenir le Soulier d'Or. C'est Van der Elst qui est élu, lui qui forme un duo solide en milieu de terrain avec le triple lauréat Jan Ceulemans. Dans un rôle d'« essuie-glace », il protège la défense brugeoise et permet aux autres médians de se concentrer sur leurs tâches offensives. Il devance de plus de 100 points le duo d'attaquants d'Anderlecht, Luis Oliveira et Luc Nilis.

## Top-3
| Place | Joueur              | Nationalité | Club(s)        | Points |
| ----- | ------------------- | ----------- | -------------- | ------ |
| 1.    | Franky Van der Elst |             | FC Bruges      | 313    |
| 2.    | Luis Oliveira       |             | RSC Anderlecht | 203    |
| 3.    | Luc Nilis           |             | RSC Anderlecht | 105    |

### Sources
- (nl) Cet article est partiellement ou en totalité issu de l’article de Wikipédia en néerlandais intitulé « Belgische Gouden Schoen 1990 » (voir la liste des auteurs).